# Bégon de Nîmes
Pour les articles homonymes, voir Bégon.
Bégon est un prélat du Haut Moyen Âge, vingt-unième évêque connu de Nîmes de 943 à 946.